# Thuân
Thuận (Đoan Ánh Thuận) est une écrivaine et traductrice française d'origine vietnamienne. Ses œuvres sont pour la plupart écrites en vietnamien et traduites en français. Son dernier roman, B-52 ou celle qui aimait Tolstoï, a été écrit directement en français.

## Biographie
Née au Viêt Nam en 1967, après son baccalauréat, Thuận obtient une bourse pour étudier les littératures russe et anglaise en Russie où elle reste cinq ans. Arrivée en France en 1991, elle poursuit des études littéraires à Paris, à la Sorbonne. Elle est la sœur jumelle de l'universitaire Doan Cam Thi, professeure en littérature vietnamienne à l'INALCO, qui est également la traductrice de ses œuvres à plusieurs reprises. Elle est mariée au peintre vietnamien Trần Trọng Vũ. 
Installée aujourd'hui à Antony (Hauts-de-Seine), Thuận est auteure de dix romans dont sept ont été traduits en français (au Seuil, aux éditions Riveneuve et Actes Sud). Son roman Un avril bien tranquille à Saigon est interdit par la censure vietnamienne en 2015. 
Elle reçoit le prix de l'Union des écrivains du Vietnam en 2006, la Bourse de Création du Centre national du livre en 2013 et en 2020 et le PEN Translates Award pour son roman Chinatown qui fait partie également de la sélection des meilleurs livres de l'année 2022 du journal américain The New Yorker et obtient le National Translation Award 2023 aux Etats-Unis. Elle est finaliste du prix Republic of Consciousness 2023 pour le même roman.
Thuận fait partie des écrivains vietnamiens qui voyagent et partagent leur vie entre plusieurs pays. Ses romans font l'objet de recherches dans les universités vietnamiennes, françaises et américaines pour son écriture novatrice, parfois dérangeante par son humour.
Elle est également traductrice de Jean-Paul Sartre, Patrick Modiano et Michel Houellebecq en langue vietnamienne.

## Littérature de l’exil
L’exil est le thème principal dans l’écriture de Thuận. De livre en livre, elle dessine la nouvelle configuration du monde tel qu’il se présente depuis la fin de la Guerre Froide, la disparition de l’Union soviétique et la montée en puissance de la Chine. Ses livres sont des carnets d’errance comme le suggèrent leurs titres – Chinatown, L’Ascenseur de Saïgon, T. a disparu, Un Avril bien tranquille à Saïgon, Paris 11 Août, Lettres à Mina – où l’on déambule entre Hanoi, Saïgon, Paris, Moscou, Pékin, Pyongyang, Séoul, Kaboul, Pyatigorsk, Odessa, Tchétchénie... Ses personnages fuient le Vietnam, leur terre natale, à tout prix et par tous les moyens. 

## Le Parc aux roseaux
Dans Le Parc aux roseaux, à la fin des années 2000, la narratrice, une jeune Vietnamienne, abandonne ses études littéraires à la Sorbonne, quitte son amant français et rentre dans son pays. Elle y retrouve son père qui a tenté trente ans auparavant d’insuffler à la construction du socialisme vietnamien l’enthousiasme de Mai 68 qu’il avait lui-même vécu pendant sa jeunesse en France, avant de voir son rêve se briser sur la réalité locale. Elle y découvre également sa sœur devenue femme d’affaires accomplie, symbole de l’émergence de la nouvelle nomenklatura dans une société marquée par les blessures de la guerre, la corruption et le monopartisme. Entre un père aimant mais autoritaire, idéaliste mais blasé, et une sœur riche mais stérile, parvenue mais amère, entre ces deux Vietnam, la narratrice, profondément attachée à sa quête de liberté, refuse de choisir et repart finalement pour Paris. 
Le Parc aux roseaux est le septième livre de Thuận traduit en français. Imprimé au Vietnam en 2022, il a été ensuite interdit de diffusion dans le pays. Il est traduit du vietnamien par Yves Bouillé.

## B-52 ou celle qui aimait Tosltoï
Fin décembre 1972, à la veille des Accords de paix de Paris mettant fin à la guerre du Vietnam qui avait opposé depuis près de dix ans le Nord aidé par Moscou et le Sud soutenu par Washington, les Etats-Unis ont décidé de bombarder le Nord-Vietnam et de « le ramener à l’âge de la pierre », dans l’espoir d’obtenir des conditions qui leur seraient avantageuses.
Après ses études de médecine à Leningrad, la narratrice est rentrée à Hanoi, capitale du Nord-Vietnam, et s’est vu confier par la direction de la Prison Centrale une mission particulière : soigner un prisonnier américain dont l’avion avait été abattu. Fascinée par le jeune homme du nom d’Andreï Bolkonski, célèbre héros de Guerre et Paix, elle l’a sauvé non seulement en lui donnant des soins mais aussi en lui apportant des pages déchirées de ce roman qu’elle avait rapporté de Leningrad. Unis l’un à l’autre par une même passion pour Tolstoï, ils sont tombés amoureux, et ce malgré les hurlements des B-52, l’étroite surveillance du pouvoir communiste et une séparation inévitable dès la signature des Accords de Paris.
Vingt ans plus tard, leur éloignement s’est accru. Elle habite Paris où elle erre entre hôpitaux et prisons, pour soigner aussi bien les victimes que les criminels. Il réside à Little Odessa aux Etats-Unis et s’est lancé dans une carrière politique pour devenir le premier sénateur américain d’origine russe. Elle n’est pas mariée et a plusieurs amants. Il a une femme et deux enfants. Elle veut oublier la guerre mais s’éprend d’un jeune homme, autrefois victime des bombardements américains de Hanoi. Il fait de son expérience de la guerre du Vietnam son meilleur argument électoral, soucieux de séduire avant tout les immigrés venus de l’URSS. Elle vit dans la solitude, renonçant aux enfants et à la cuisine. Il passe son temps à plaire, préparant des spécialités russes du goût de ses électeurs. Elle aime toujours Tolstoï. Il ne pense qu’aux suffrages.

## Romans
- Made in Vietnam, Van Moi éditions, 2002
- Chinatown, Da Nang éditions, 2005français : Chinatown, traduit par Doan Cam Thi, Seuil, 2009[12]
- Paris 11 tháng 8, Nha Nam éditions, 2005français : Paris 11 août, traduit par Yves Bouillé, Riveneuve, 2014
- T mất tích, Nha Nam éditions, 2007français : T. a disparu, traduit par Doan Cam Thi, Riveneuve, 2012
- Vân Vy, Nha Nam éditions, 2008
- Thang máy Sài Gòn, Nha Nam éditions, 2013français : L'Ascenseur de Saïgon, traduit par l’auteur et Janine Guillon, Riveneuve, 2013
- Chỉ còn 4 ngày là hết tháng 4, Nha Nam éditions, 2016français : Un avril bien tranquille à Saigon, traduit par Yves Bouillé, Riveneuve, 2017[13]
- Thư gửi Mina, Phan Book, 2019français : Lettres à Mina, traduit par Yves Bouillé, Riveneuve, 2020
- Sậy, Phan Book, 2023français : Le Parc aux roseaux, traduit par Yves Bouillé, Actes Sud, 2023
- B-52 ou celle qui aimait Tolstoï, Actes Sud, 2025Premier roman écrit en français